# Linda Sini
Linda Sini (Boccioleto, 3 de febrero de 1926-Roma, 5 de febrero de 1999) fue una actriz italiana. Hizo más de 75 apariciones en el cine entre 1950 y 1979.

## Biografía
Nacida en Vercelli el 3 de febrero de 1926, después de sus estudios universitarios de literatura y filosofía, se trasladó a Roma para iniciar su carrera como actriz de cine y teatro.
Debutó en Sigillo rosso (1950), dirigida por Flavio Calzavara, alternando a partir de allí su actividad entre el teatro en la Compagnia Stabile di Palermo de Renato Rascel, y en la naciente compañía de televisión pública RAI, en comedias y dramas.
Alta, delgada y atractiva, Sini actuó en más de 75 películas, a menudo interpretando papeles de secretaria y, posteriormente, de madre o de mujer decidida. Trabajó, entre otras cosas, junto a Anna Magnani y Walter Chiari en Bellissima (1951) de Luchino Visconti, y junto a Dorian Gray en Totò, Peppino e la... malafemmina (1956) de Camillo Mastrocinque, en Anni ruggenti (1962) de Luigi Zampa y las parodias de las películas de James Bond 001, operación Caribe y Dos cosmonautas a la fuerza (ambas de 1965).
Hacia finales de los años 1970, sus apariciones se hicieron menos frecuentes y en 1986 se retiró por completo de la vida pública. Murió en Roma el 5 de febrero de 1999 a la edad de 73 años.

## Filmografía
- Sigillo rosso (1950)
- Salvate mia figlia (1951)
- Bellísima (1951)
- Cronaca di un delitto (1952)
- Imbarco a mezzanotte (1953)
- Una madre ritorna (1952)
- Rimorso (1952)
- Bellezas en moto (1953)
- Los ojos dejan huellas (1954)
- La prigioniera di Amalfi (1954)
- Les Révoltés de Lomanach (1954)
- Ridere! Ridere! Ridere! (1954)
- Bella non piangere (1955)
- Il conte Aquila (1955)
- Accadde tra le sbarre (1955)

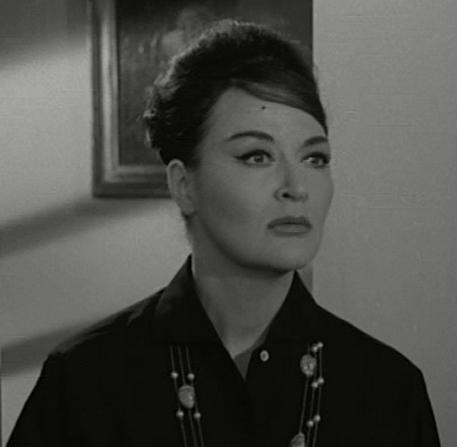
Sini en I due pericoli pubblici (1964).

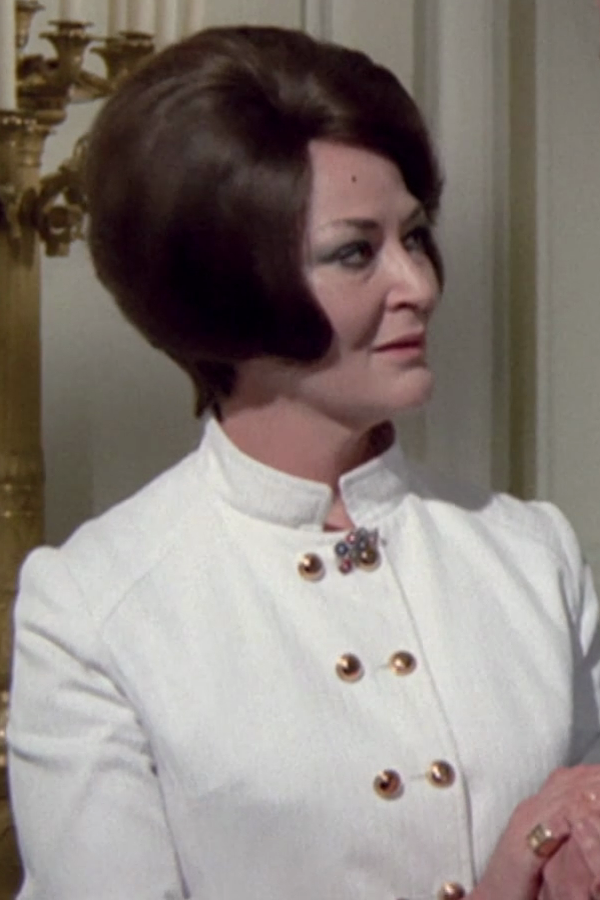
Sini en Zingara (1969).

- Totò, Peppino e la... malafemmina (1956)
- Il mattatore (1960)
- Noi duri (1960)
- Gastone (1960)
- Il principe fusto (1960)
- Il mio amico Jekyll (1960)
- Die 1000 Augen des Dr. Mabuse (1960)
- Le distrazioni (1960)
- Le ambiziose (1961)
- Gli incensurati (1961)
- Marte, dio della guerra (1962)
- Gli anni ruggenti (1962)
- Tempo di credere (1962)
- I 4 monaci (1962)
- Il sorpasso (1962)
- Totò di notte n. 1 (1962)
- Sherlock Holmes and the Deadly Necklace(1962)
- Una storia moderna: l'ape regina (1963)
- Gli onorevoli (1963)
- I cuori infranti (1963)
- Il comandante (1963)
- Follie d'estate (1964)
- Il treno del sabato (1964)
- I due pericoli pubblici (1964)
- Amore facile (1964)
- L'avventuriero della Tortuga (1965)
- 001, operación Caribe (1965)
- Dos cosmonautas a la fuerza (1965)
- Los dos paracaidistas (1965)
- El hombre que ríe (1966)
- Mi vedrai tornare (1966)
- La guerra de los planetas (1966)
- I criminali della galassia (1966)
- Spia spione (1966)
- Riderà (Cuore matto) (1967)
- Gangsters '70 (1968)
- Spara, Gringo, spara (1968)
- Due volte Giuda (1969)
- Zingara (1969)
- Infanzia, vocazione e prime esperienze di Giacomo Casanova, veneziano (1969)
- Satiricosissimo (1970)
- La prima notte del dottor Danieli, industriale, col complesso del... giocattolo (1970)
- Un caso di coscienza (1970)
- Principe coronato cercasi per ricca ereditiera (1970)
- Ha llegado Sartana (1970)
- La espada normanda (1971)
- Mi chiamano Alleluja (1971)
- Le inibizioni del dottor Gaudenzi, vedovo, col complesso della buonanima (1971)
- Colpo grosso... grossissimo... anzi probabile (1972)
- Sette orchidee macchiate di rosso (1972)
- Poppea... una prostituta al servizio dell'impero (1972)
- Non si sevizia un Paperino (1972)
- I racconti di Viterbury - Le più allegre storie del '300 (1973)
- Fra' Tazio da Velletri (1973)
- Diario di una vergine romana (1973)
- Paolo il freddo (1974)
- Farfallon (1974)
- Calore in provincia (1975)
- Zanna Bianca e il cacciatore solitario (1975)
- Operazione Kappa: sparate a vista (1977)
- La compagna di banco (1977)
- Ring (1977)